# Mars 1802

## Événements
- 4 - 24 mars, Saint-Domingue : siège de la Crête à Pierrot[1].

- 16 mars : le congrès des États-Unis autorise l'établissement du Corps du génie de l'armée des États-Unis à l'Académie militaire de West Point.

- 25 mars : la paix d'Amiens est conclue (signée le 27 mars)[2]. Elle met fin à la Deuxième Coalition (Royaume-Uni, Russie, Turquie) contre la France[3],[4]. Elle confirme le traité de Campoformio.
  - Le Royaume-Uni restitue à la France toutes les colonies dont elle s’était emparée, mais garde Ceylan et l’île de la Trinité, enlevés aux alliés espagnols et hollandais de la France.
  - Les troupes françaises doivent évacuer Naples tandis que les Britanniques restitueraient l’Égypte à la Turquie et Malte à l’ordre de Chevalerie.
  - Le Royaume-Uni rend l'île de Minorque à l'Espagne.
  - Création du royaume d’Étrurie, concédé au gendre de Charles IV d'Espagne, un Bourbon de Parme.
  - La Louisiane est rendue à la France.

- 30 mars, États-Unis : loi sur le commerce et les relations avec les Indiens[5] : le Congrès des États-Unis spécifie que toute cession de territoires doit se faire par l’intermédiaire de traités signés avec les tribus et que la loi fédérale s’applique sur tout le territoire indien.

## Naissances
- 3 mars : Louis-Félix Amiel, peintre français († 4 février 1864).
- 7 mars : Edwin Landseer, peintre et sculpteur britannique († 1er octobre 1873).